# NGC 4446
NGC 4446 est une galaxie spirale située dans la constellation de la Chevelure de Bérénice. NGC 4446 a été découverte par l'astronome américain Lewis Swift en 1887.

## Caractéristiques
La classe de luminosité de NGC 4446 est III-IV et elle présente une large raie HI.

### Distance
Sa vitesse par rapport au fond diffus cosmologique est de 7 635 ± 23 km/s, ce qui correspond à une distance de Hubble de 112,6 ± 7,9 Mpc (∼367 millions d'al).
À ce jour, une mesure non basée sur le décalage vers le rouge (redshift) donne une distance d'environ 61,000 Mpc (∼199 millions d'al).  Cette valeur est très loin à l'extérieur des valeurs de la distance de Hubble. Notons que c'est avec la valeur moyenne des mesures indépendantes, lorsqu'elles existent, que la base de données NASA/IPAC calcule le diamètre d'une galaxie.

## Paire de galaxies
La distance de Hubble de NGC 4447 est de 110,6 ± 7,8 Mpc (∼361 millions d'al) une différence de 6 Mal avec la distance de NGC 4446. Il est donc probable que ces deux galaxies forment une paire physique de galaxies.

## Amas de la Vierge
La désignation VCC 1072 (Virgo Cluster Catalog) indique que cette galaxie fait partie de l'amas de la Vierge. Il s'agit d'une erreur, car les galaxies les plus lointaines de cet amas sont celles du groupe de NGC 4235, qui sont à une distance moyenne de 110 millions d'années-lumière.